# Zuidoost-Aziatisch kampioenschap voetbal onder 19 - 2010

DeAFF voetbalkampioenschap voetbal onder 19 - 2010 werd gehouden van 24 juli 2010 tot en met 31 juli 2010 in Vietnam. Alleen vier teams zullen deelnemen plus een uitgenodigde team van de East Asian Football Federation (EAFF). Het toernooi werd voor de 3e keer gewonnen door Australië.

## Toernooi

### Groepsfase
| Team       | Pld | W | D | L | GF | GA | GD | Pts |
| ---------- | --- | - | - | - | -- | -- | -- | --- |
| Australië  | 3   | 2 | 1 | 0 | 6  | 2  | +4 | 7   |
| Thailand   | 3   | 0 | 3 | 0 | 2  | 2  | 0  | 3   |
| Zuid-Korea | 3   | 0 | 2 | 1 | 1  | 2  | −1 | 2   |
| Vietnam    | 3   | 0 | 2 | 1 | 3  | 6  | −3 | 2   |

|                    |                        |                   |            |                                      |
| 24 juli 2010 16:00 | Australië              | 1 – 0             | Zuid-Korea | Thong Nhat Stadium, Ho Chi Minh City |
| 24 juli 2010 16:00 | Dimitrios Petratos 23' | Report[dode link] |            | Thong Nhat Stadium, Ho Chi Minh City |

|                    |                      |                   |                       |                                      |
| 24 juli 2010 18:30 | Vietnam              | 1 – 1             | Thailand              | Thong Nhat Stadium, Ho Chi Minh City |
| 24 juli 2010 18:30 | Nguyen Van Thanh 76' | Report[dode link] | Natthawut Khamrin 49' | Thong Nhat Stadium, Ho Chi Minh City |

|                    |                     |                   |                   |                                      |
| 26 juli 2010 16:00 | Thailand            | 1 – 1             | Australië         | Thong Nhat Stadium, Ho Chi Minh City |
| 26 juli 2010 16:00 | Pattana Sokjoho 71' | Report[dode link] | Brendan Hamill 4' | Thong Nhat Stadium, Ho Chi Minh City |

|                    |               |                   |                       |                                      |
| 26 juli 2010 18:30 | Zuid-Korea    | 1 – 1             | Vietnam               | Thong Nhat Stadium, Ho Chi Minh City |
| 26 juli 2010 18:30 | Lee Ki Je 58' | Report[dode link] | Nguyen Van Thanh 90+' | Thong Nhat Stadium, Ho Chi Minh City |

|                    |                   |       |          |                                      |
| 28 juli 2010 16:00 | Zuid-Korea        | 0 – 0 | Thailand | Thong Nhat Stadium, Ho Chi Minh City |
| 28 juli 2010 16:00 | Report[dode link] |       |          | Thong Nhat Stadium, Ho Chi Minh City |

|                    |                      |                   |                                                                         |                                      |
| 28 juli 2010 18:30 | Vietnam              | 1 – 4             | Australië                                                               | Thong Nhat Stadium, Ho Chi Minh City |
| 28 juli 2010 18:30 | Nguyen Van Thanh 57' | Report[dode link] | Mustafa Amini 1' Mathew Leckie 14' Benjamin Halloran 40' Eli Babalj 73' | Thong Nhat Stadium, Ho Chi Minh City |

### Wedstrijd voor 3e plaats
|                    |                     |        |                |                                      |
| 30 juli 2010 16:00 | Vietnam             | 1 – 1  | Zuid-Korea     | Thong Nhat Stadium, Ho Chi Minh City |
| 30 juli 2010 16:00 | Ngo Hoang Thinh 51' | Report | Kim Ryun Do 9' | Thong Nhat Stadium, Ho Chi Minh City |

|  |       | strafschoppen |
|  | 6 – 7 |               |

## Finale
|                    |                |        |          |                                      |
| 30 juli 2010 18:00 | Australië      | 1 – 0  | Thailand | Thong Nhat Stadium, Ho Chi Minh City |
| 30 juli 2010 18:00 | Eli Babalj 81' | Report |          | Thong Nhat Stadium, Ho Chi Minh City |